# تويوتا بي زد 3
سيارة تويوتا بي زد 3 هي سيارة سيدان كهربائية مدمجة تم تطويرها بشكل مشترك بين تويوتا و بي واي دي أوتو وفاو تويوتا (FAW Toyota) من خلال مشروع مشترك مع بي واي دي (BTET) ويتم إنتاجها في الصين منذ عام 2023. تمثل بي زد3 أول سيارة سيدان كهربائية بالكامل من تويوتا وأول سيارة سيدان من سلسلة بي زد.

## ملخص
تعد تويوتا بي زد 3 ثاني سيارة تنضم إلى سلسلة بي زد ("ما بعد الصفر") من المركبات عديمة الانبعاثات من تويوتا، بعد طراز بي زد 4 اكس الرياضي متعدد الاستخدامات، الذي يشارك منصة معمارية تويوتا العالمية e-TNGA مع بي زد 3. قبل تقديمها، تم استعراض التصميم من خلال سيارة بي زد اس دي ان الاختبارية في ديسمبر 2021.

### إطلاق حصري للسوق الصيني
ظهرت بي زد 3 لأول مرة في أكتوبر 2022 للسوق الصينية. وتم تزويدها ببطارية بليد فوسفات الحديد والليثيوم المتطورة من شركة بي واي دي، والتي تتيح مدى سفر يصل إلى 600 كيلومتر (375 ميلًا) حسب إصدار البطارية. كما يتميز الطراز بمعامل سحب هواء منخفض يبلغ 0.218 Cd، مما يساهم في تعزيز كفاءة استهلاك الطاقة.

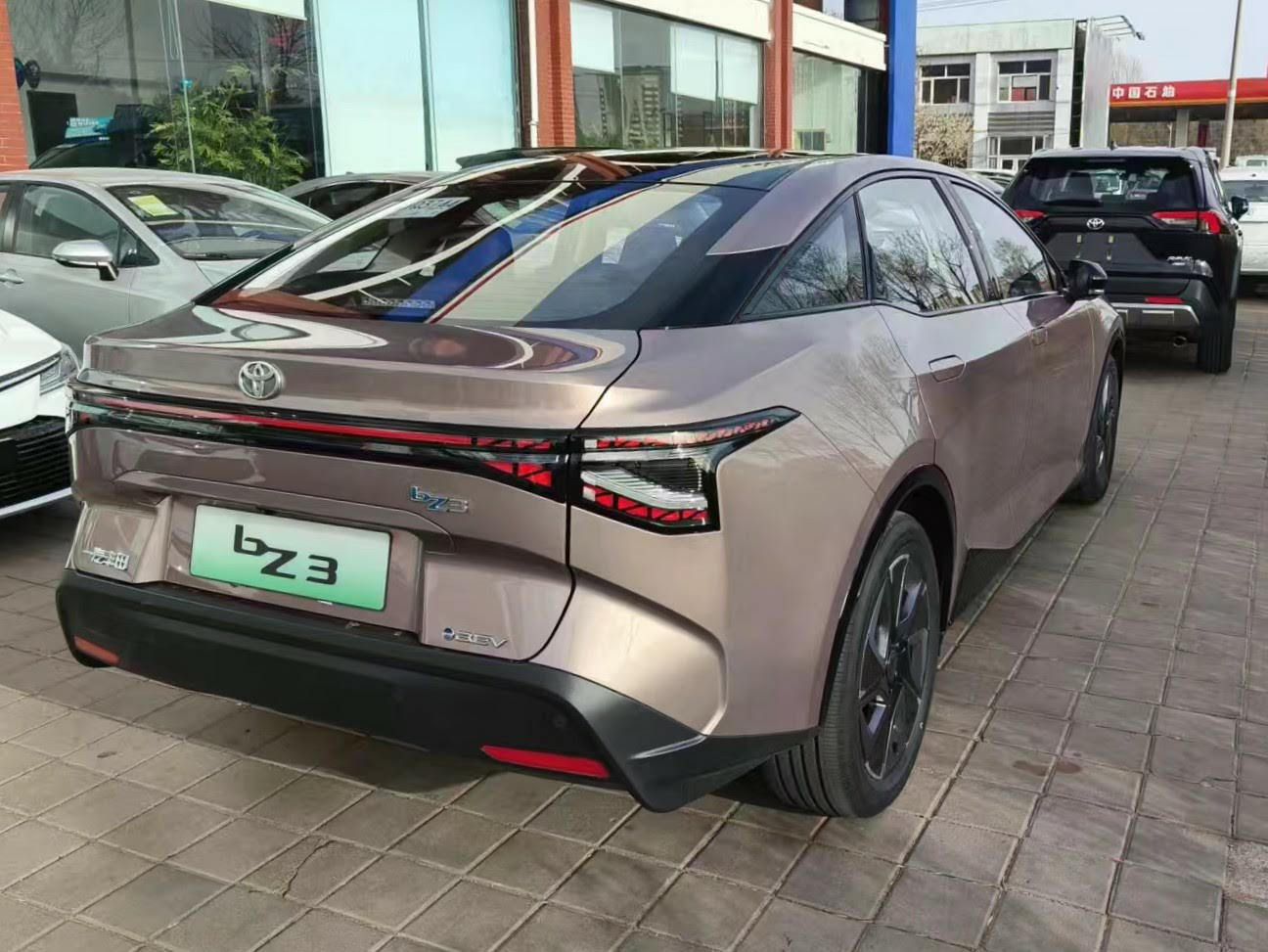
رؤية خلفية
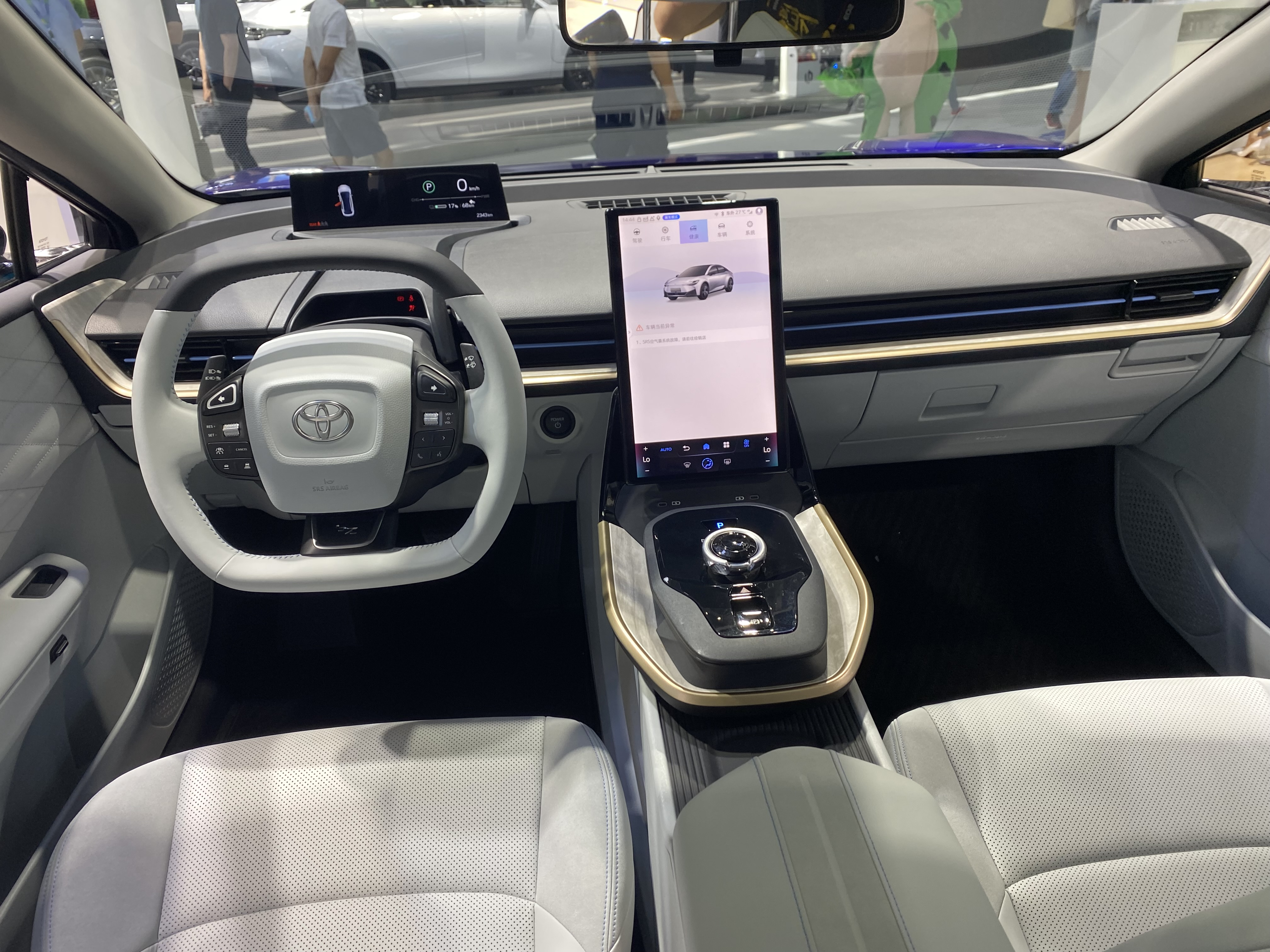
الداخلية الداخلية